# Єрмакове
Єрмако́ве (до 1945 року — Тота́й, крим. Totay) — село Джанкойського району Автономної Республіки Крим, центр сільської ради. Населення становить 930 осіб.

## Географії
Розташоване на півночі району за 25 кілометрів від районного центру — міста Джанкой поблизу траси Харків — Сімферополь, а також близько до узбережжя Азовського моря.

## Історія
Перша документальна згадка села зустрічається в Камеральному Описі Криму ... 1784 року, судячи з якого, у останній період Кримського ханства Тотай входив до Діп Чонгарського кадилику Карасубазарського каймакамства .
Після приєднання Криму до Російської імперії (8) 19 квітня 1783 , (8) 19 лютого 1784, на території колишнього Кримського Ханства була утворена Таврійська область і село було приписане до Перекопського повіту . Після Павловських реформ, з 1796 по 1802 рік, входило в Перекопський повіт Новоросійської губернії . За новим адміністративним поділом, після створення 8 (20) жовтня 1802 року Таврійської губернії ,, Тотай був включений до складу Біюк-Тузакчинської волості Перекопського повіту.
За Відомостями про всіх селища в Перекопському повіті ... від 21 жовтня 1805 року, у селі Тотай-Афуз числилося 10 дворів і 74 кримських татарини . На військово-топографічної карті 1817 року село Тотой позначене з 11 дворами . Після реформи волосного поділу 1829 року Тотой, згідно «Відомостям про казенні волості Таврійської губернії 1829 року», залишився у складі Тузакчинської волості . Надалі, мабуть, внаслідок еміграції кримських татар в Туреччину , село почало порожніти. На карті 1842 року Тотай позначений умовним знаком «мале село», тобто, менше 5 дворів .
У 1860-х роках, після земської реформи Олександра II, село приписали до Байгончецької волості того ж повіту.
У «Списку населених місць Таврійської губернії за відомостями 1864 року», складеному за результатами VIII  ревізії 1864 року, Тотай - власницьке татарське село з 3 дворами і 8 жителями . Згідно «Пам'ятной книжки Таврійської губернії за 1867 рік» , село Тотай було покинуте жителями в 1860-1864 роках, внаслідок еміграції кримських татар, особливо масової після Кримської війни 1853-1856 років, у Туреччину  і  залишалася в развалинах і, якщо на триверстовій мапі 1865 село ще позначене , то на карті, з коректурою 1876 року, на місці села позначений двір Олександровича. У «Пам'ятній книзі Таврійської губернії 1889 року»  Тотай також не збережений і тільки в Статистичному довіднику Таврійської губернії 1915 року , у Богемській волості знову зустрічається казенний хутір Тотай >.
Після встановлення в Криму Радянської влади, за постановою Кримревкома від 8 січня 1921 № 206 «Про зміну адміністративних кордонів» була скасована волосна система і в складі Джанкойського повіту був створений Джанкойський район . У 1922 році повіти перетворили в округу . 11 жовтня 1923, згідно з постановою ВЦВК, до адміністративний поділ Кримської АРСР були внесені зміни, у результаті яких округи були ліквідовані, основний адміністративною одиницею став Джанкойський район  і село включили до його складу. Згідно Списку населених пунктів Кримської АРСР за Всесоюзним переписом від 17 грудня 1926 року  вже село Тотай входило до складу Таганашської сільради Джанкойського району .
У 1944 році, після звільнення Криму від нацистів, згідно
Постанови ДКО № 5859 від 11 травня 1944, 18 травня кримські татари були депортовані в Середню Азію . Указом Президії Верховної Ради РРФСР від 18 травня 1948 року, Тотай перейменували в Єрмакове .

## Сьогодення
У селі є дитячий садок, бібліотека, будинок культури, лікарня, спортивний майданчик і два магазини.